# Heliotropium fasciculatum
Heliotropium fasciculatum är en strävbladig växtart som beskrevs av Robert Brown. Heliotropium fasciculatum ingår i Heliotropsläktet som ingår i familjen strävbladiga växter. Inga underarter finns listade i Catalogue of Life.